# 대행

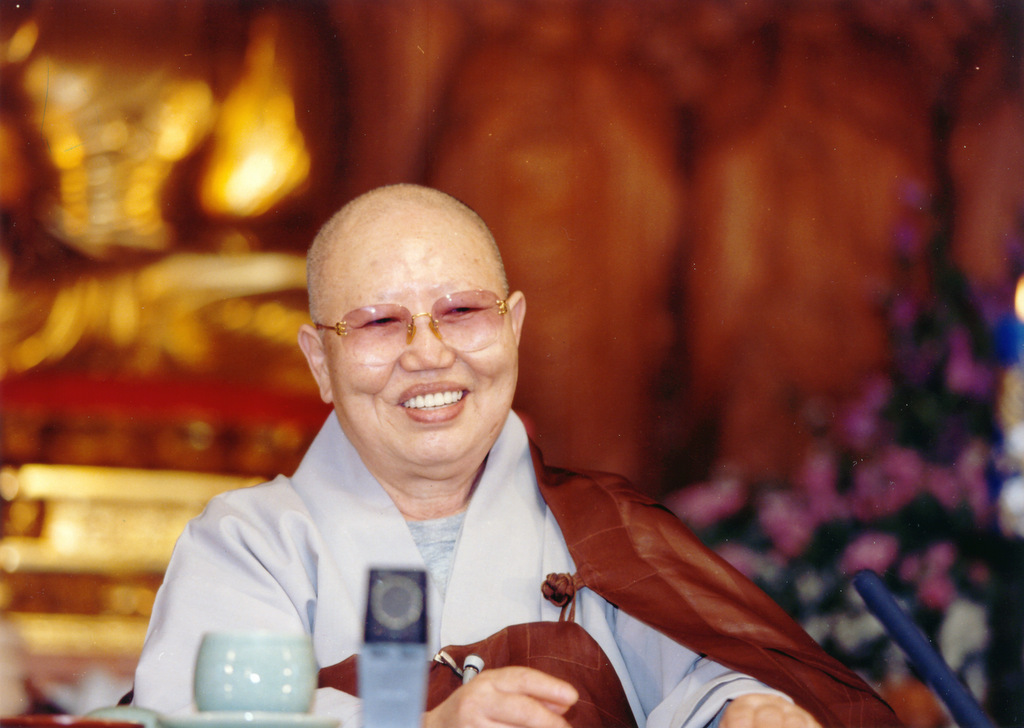
대행 스님

대행(1927년 2월 3일(음력 1월 2일) ~ 2012년 5월 22일)은 대한민국의 비구니 승려이다. 호는 묘공당.

## 생애

### 1. 출생
1927년 1월 2일(음력)에 부친 노백천盧百千과 어머니 백간난 사이의 삼남 이녀 중 장녀로 태어났으며 속명은 노점순盧點順이다.
선사가 출생한 시기는 제국주의의 세계사적인 사조로 일제 강점기다. 1920년대, 우리나라를 통치하던 일본은 3.1운동을 기점으로 무단 통치에서 문화 통치로 전환하였지만 경제적 수탈을 더욱 강화한 기만정책일 뿐이었다. 전 세계적으로 퍼져있던 경제 공황과 더불어 산미증식계획으로 농민들은 수탈로 굶주렸으며, 토지마저 일본인들에게 빼앗긴 한국의 농민들은 소작인으로 전락하고 말았다. 이러한 시대적 배경에서 대행 선사는 출생하였다.
선사가 태어났을 때만 해도 가세는 비교적 넉넉한 편이었다. 하지만 선사의 부친은 망국의 퇴역 무관으로서 일제의 폭거에 항거하였으니, 늘 쫓기는 몸이 되었고 몇 차례 투옥을 당하기까지 하였다. 부친이 일제에 의해 요시찰 인물로 지목되더니, 선사가 일곱 살이 되던 해에는 토지 전답은 물론 살던 집에서조차 맨몸으로 쫓겨나는 처지가 되었다. 이때부터 선사의 숲 속 생활이 시작된다. 아버지로부터도 쫓겨나 숲 속에서의 밤샘이 계속 될수록 선사의 어린 영혼은 차디찬 밑바닥에서 올라오는 한기와 대자연의 부드러움 사이에서, 어렴풋이 생의 의미를 깨달아 가고 있었다.
어린 선사는 처음엔 무섭고 의지할 곳조차 없어서 이름 모를 산새나 풀벌레, 짐승이나 초목을 친구로 삼게 되었다고 한다. 비록 집에서 자지 못하고 그 추운 나무숲에 앉아 하늘을 쳐다보며 밤을 지새워야 했으나 거기엔 언제나 같이 이야기할 수 있는 친구들이 앞에 쫙 있었으니 그대로 좋았던 것이다. 또한 숲 속 바위에 올라앉아 불빛 반짝이는 민가를 내려다보며 도깨비감투를 즐겨 상상하였다. “내게 도깨비감투 하나만 있다면 저 가난한 집집마다에 양식을 나눠줄 수 있다는 생각에 날이 새는 줄도 몰랐다.”
배고픔과 추위로 뒤범벅이 된 나날들이 2년쯤 흘렀을 즈음 어린 선사는 비록 아홉 살밖에 안 된 나이였음에도 불구하고 어느덧 생명의 실상, 자연의 섭리에 한 발짝 다가서게 되었다.
선사에게 숲 속 생활은 빈부의 격차도, 힘의 우열도 없고 오직 생명만이 있는 안온하고 아름다운 곳으로 느껴졌다. 하지만 숲 밖의 일상은 여전히 불평등의 고난으로 가득 찬 모습으로 비춰졌다.
“처음에 내가 가장 의아하게 생각 했던 문제는 ‘세상에는 왜 부자가 있고 가난한 사람이 있으며 왜 부자보다도 헐벗고 굶주리고 병든 사람들이 더 많은가’ 하는 점이었다. 내 신세도 처량했지만 나와 비슷한 사람들이 많다는 사실을 알게 되고부터는 내내 그 생각에 몰두했었다. 그러다가 ‘모든 사람들이 세상에 태어나서 돈 때문에 울고 웃고, 육신이 병들어 아파하다가 때가 되면 죽어 가는데 도대체 그렇게 살아서 무엇 하느냐’ 하며 생각하기를 ‘누가 나를 이렇게 만들었는가. 차라리 태어나지 말게 할 것이지 나를 만들어 놓고는 왜 이렇게 굶기고 고달프게 만드는 것인가’ 하는 의정을 품게 되었다. 그러다가 더 나아가서는 점차로 ‘다른 사람들도 나와 같이 그렇게 형성되었을 텐데, 내 어머님은 어머님대로 그렇고, 또 남들은 남들대로 굶고 병들고 하느냐’ 하는 생각을 하게 되었다. 그런 생각에 골몰하다 보니 또 나무는 나무대로 형형색색이고 심지어 비가 쏟아져도 굵은 장대비, 이슬비가 다르니 참으로 이상하다. 모든 게 공평치 못하다는 생각에 밤새도록 잠을 설치기도 했던 것이다. 어린 것이 그렇게 바위틈에 기대서 종일 궁리하다 보니 점차로 ‘나를 만든 네가 있다면 나와 보아라. 모습을 보고 싶다’ 하는 궁금증에 견디질 못했고, 그래서 나중에 더 나아가 ‘나를 형성시킨 네가 없다면 나는 이대로는 살 수 없다. 차라리 혀를 물고 죽어야지 살지 못 한다’ 하고 실랑이를 하게 된 것이다. 그러나 숲 속은 내게 더할 수 없는 위안처였고 거기서 나는 평화를 느끼고 있었다.”
어린 나이였지만 이런 삶으로 인해 생사에 대한 끝없는 고찰을 시작하게 되었다. 그러던 어느 날 마음의 심연으로부터 ‘아빠’라는 소리가 울려 나옴을 느꼈다. 그러면서 처음으로 내면의 심지心地를 접하고 의정疑情을 내었다.
14살 되던 해 선사는 어머니의 인연으로 한암(漢岩, 1876~1951)선사를 친견하게 되었다. 한암 선사는 어린 선사를 격 없이 대하시며 손녀처럼 아껴주셨다. 그 후로도 선사는 일제의 정신대 착출을 피해 산중에서 생활을 하며 틈틈이 한암 선사를 찾아가 설법을 듣곤 했다. 하지만 선사가 정착하길 원하셨던 어머니는 결혼을 강요하셨고, 선사는 그런 어머니를 뒤로 한 채 발걸음을 돌려 부산으로 향하셨다. 부산에서 군복 수선, 실비 식당 운영 등 다양한 활동으로 생계를 꾸려가셨지만 세속의 삶에 한계를 느낀 선사는 다시 구도의 길을 떠났다.
한암 선사께 다시 찾아간 대행 선사는 삭발염의를 하고 잠시 상원사 근처의 비구니 암자로 보내졌다. 그러나 선사는 유년 시절 이미 내면의 길을 가고 있었기에 사찰의 엄격한 계율 위주의 생활과 경 위주의 수행에 회의를 느끼고, 다시 산중 수행을 시작하게 된다.
암자를 떠나 산속에서 생활하며 선사는 내면의 아빠를 스승으로 삼아서 의정疑情이 일어나면 스스로 묻고[自問] 스스로 해답[自答]을 구하며 수행을 하였다. 생활하다가 너무 지쳐 쓰러지면 새들과 산짐승들이 도와주기도 했다고 술회하였다. 이런 체험과 자신의 ‘주인공主人空’인 내면의 아빠를 스승으로 삼는 가운데 선사는 ‘풀 한포기라도 내 스승 아닌 게 없으니, 내 몸이 가루가 된다 해도 이 길을 걸으리라’고 다짐하면서 두타행각을 실천하였다.

### 2. 출가
1950년 3월 27일 (당시 23세)에 다시 출가의 뜻을 굳게 세우고 상원사로 가 한암 선사를 친견한 후 ‘청각靑覺’이라는 법명을 받는다. 그 후 한암 선사께 하직을 고하고 다시 산중으로 들어간다. 6·25전쟁으로 민족상잔의 비극이 발발한 시기였지만 강원도와 경기도 일대의 산중에서 수행을 계속하였다. 수행이 깊어짐에 따라 자연 속 생물들과도 마음으로 소통하였고, 이내 만물이 한마음으로 연결되어 있음을 깨닫게 되었다.
그렇게 고행을 한지 약 2년 후 선사는 헌인릉 사당 근처에서 지내며 그간에 체득한 것을 다시 점검하는 한편 무형의 힘을 확인하고 보완하는 일에도 몰두했다. 헌인릉 주변 수십 리 안팎에 사는 사람들을 점검의 대상으로 삼았으며, 특히 관심을 가졌던 것은 질병이었다. 오래 전부터 질병의 고통을 목격하면서 생로병사生老病死의 끊임없는 사슬을 처절하리만큼 경험 했기에 질병을 가진 사람들을 둘로 보지 않고 통신하여 마음의 법이 질병에 대한 어떤 효과를 낳게 되는지 확인했다.
선사의 이런 수행은 상대를 배려하고, 하찮은 미물에 이르기까지도 가벼이 여기지 않는 생명존중 사상과 세상 만물 만생이 각자 나름의 존재 이유가 있음에 대한 체험의 증득이며 실천행이었던 것이다. 즉, 이 지구상은 물론 우주 만유 질서가 인간 위주가 아니라 일체 만물 만생이 더불어 공생, 공존하는 것이 생명의 실상임을 증득하여 행하였다.
1960년 선사는 상원사 근처의 견성암이라는 작은 토굴에 머물며 중생 제도를 하였다. 당시 수많은 사람들이 찾아왔는데, 가난하거나 불치병을 가진 사람들이 대부분이었다. 이들은 선사에게 “알았으니 가보시오”라는 대답을 듣고 가면 반드시 나았다. 그럴 때마다 사람들은 선사께 감사를 드리기 위해 찾아왔고, 토굴 밖은 온갖 공양물이 가득했다. 대행 선사는 찾아와 청을 하는 많은 사람들을 두고 이렇게 회고하였다.
“나에게 수없이 청을 해 왔을 때 생각하기를 앞에 닥친 일 이것을 헤치지 못하고서야 무엇을 넘는다 할 것인가. 닥치는 대로 해 보자고 스스로 다짐했다. 그래서 부처님 뜻을 더욱 알게 되었으니, 사생이 다 하나라. 내 자식이라도 내 자식이 아님을 알았고 미물이라도 내 자식 아닌 게 없다는 것을 알았고 자비 사랑이 뭔지도 알았다.”
선사를 찾아오는 사람들의 공양물로 인해 그 당시 폐허가 되다시피 한, 상원사는 살림살이가 급격히 호전되었으며 이내 불사의 꿈도 무르익게 되었다. 그때를 회고하며 아래와 같이 말하였다.
상원사 불사가 시작되기 전에 여러 번 권유가 있었으나 애초에 단호히 거절했다. 부처님의 몸이 내 몸이고 부처님 마음이 내 마음이지 자기가 법당인데 또 법당을 지을 것은 무엇이며 자기 살림살이 그대로 탑돌이인데 탑을 또 세울 까닭이 없노라고 했다. 그러다가 내가 그렇게 말해 놓고 거기서 내가 배우게 되었는데 불법을 모르는 사람을 위해서라면 공부할 도량도 필요하겠다는 생각을 했다.
1962년 봄 상원사는 중창불사를 시작했다. 하지만 상원사는 산 정상에 위치하고 있기 때문에 어려운 자재 운반 그리고 화폐 개혁이 단행되는 시기라 불사가 중단될 위기에 놓이기도 했으나, 그 이듬해인 1963년 8월에  불사를 끝내고 그해 10월 15일에는 봉불식奉佛式을 겸한 회향식이 있었다.

### 3. 홍법활동
대행 선사는 1972년도 안양 석수동에 자리를 잡고 광도 중생의 길을 걷기 시작했다. 그리고 1981년에는 탄허 선사의 권유를 받아 오랜 산중 수행으로 소실된 승적을 회복했다. 이때 대행 선사는 탄허 선사를 계사로, 무량사 우진 스님을 은사로, 소실된 승적을 재정리하고 우진 스님으로부터 ‘대행大行’이라는 법명을 받는다. 이후 1982년에 한마음선원을 대한불교조계종 종단에 정식으로 등록하고, 한마음선원장으로 취임한다.
개원한 이래 정기적, 또는 비정기적으로 수많은 국내외 법회와 주석하는 안양본원에서 거의 매일 담선 법석을 열어 법을 설해 왔다. 선사의 대중법문 가운데 어느 것 하나 한마음에 관해 설하지 않은 것은 없다. 그렇게 출판된 법어집들은 선사가 직접 기술하거나 저작한 것은 없고, 국내 국외에서 대중 법회 때 비정기적인 모임에서의 법문으로 설한 것을 승가와 재가의 제자들이 엮어 책으로 편찬한 것들이다. 특히 선사의 저술 형태로 간행된 출판물은 어려운 한문 구절이 아닌, 누구나 쉽게 읽고 이해 할 수 있는 한글로 되어 있다. 또, 선사의 가르침을 배우기 위해 전국 각지에서는 지원 개원 요청을 하였는데, 1986년 충북 음성지원(광명선원)을 시작으로 제주, 부산, 광주 등 15개 국내지원이 차례로 개원됐다. 또 해외 포교에 원력을 세우고 1987년 미국 모건힐지원 개원을 시작으로 캐나다, 아르헨티나, 독일, 태국, 브라질 등지에 10개의 해외 지원을 설립하는 등 불교 대중화의 장을 열었다.
한편, 대행 선사는 한국 불교 비구니의 위상을 높였다. 2001년 스리랑카 종교복지재단 LJSSS에서 세계적으로 불교를 널리 알린 외국 스님에게 시상하는 <샤르보다야 명예상>을 수상하고, 2002년에는 UN에서 제정한 <위대한 불교 여성상: Out standing Woman in the History of Modern Buddhism>을 수상 하였다. 그리고 2010년에는 제22회 포교대상(대한불교조계종 종정상)을 수상하였고, 2012년에는 전국비구니회 공로상을 수상했다. 그렇게 대행 선사는 국내외에 150여명의 출가 제자들을 두고 있으며, 안양 본원에 주석해 오다가 2012년 5월 22일, 세납 86세 법랍 63세로 안양한마음선원에서 입적하였다.

## 같이 보기
- 한국의 불교
- 한국의 선불교